# Grand Prix de la Ville de Lillers 2023
Il Grand Prix de la Ville de Lillers 2023, cinquantasettesima edizione della corsa, valevole come prova dell'UCI Europe Tour 2023 categoria 1.2, si svolse il 5 marzo 2023 per un percorso di 179 km, con partenza e arrivo a Lillers, in Francia. La vittoria fu appannaggio del danese Andreas Stokbro, il quale completò il percorso in 4h12'18" alla media di 42,568 km/h, precedendo l'estone Norman Vahtra e il sudafricano Morné Van Niekerk.
Al traguardo di Lillers sono stati 120 i ciclisti, dei 162 partiti, portarono a termine la competizione.

## Squadre e corridori partecipanti[1]
| N.      | Cod. | Squadra                          |
| ------- | ---- | -------------------------------- |
| 1-7     | BWD  | Bingoal WB Devo Team             |
| 11-16   | CGF  | Groupama-FDJ Conti               |
| 21-27   | SQD  | Soudal Quick-Step Devo Team      |
| 31-37   | LDD  | Lotto Dstny Development Team     |
| 41-47   | CRT  | Circus-ReUz-Technord             |
| 51-57   | GRL  | Go Sport-Roubaix Lille Métropole |
| 61-67   | AUB  | St Michel-Mavic-Auber93          |
| 71-77   | UDT  | Uno-X Dare Development Team      |
| 81-87   | UCN  | CIC U Nantes Atlantique          |
| 91-97   | LTP  | Leopard Togt Pro Cycling         |
| 101-107 | TEC  | Team Ecoflo Chronos              |
| 111-117 | SPC  | Saint Piran                      |

| N.      | Cod. | Squadra                          |
| ------- | ---- | -------------------------------- |
| 121-127 | GDM  | Materiel-Velo.com                |
| 131-137 | RSW  | Team Felbermayr Simplon Wels     |
| 141-147 |      | VC Rouen 76                      |
| 151-157 |      | Philippe Wagner Cycling          |
| 161-167 |      | Dunkerque Grand Littoral         |
| 171-177 |      | Urbano-Vulsteke Cycling Team     |
| 181-187 |      | CC Étupes                        |
| 191-197 |      | CC Nogent-sur-Oise               |
| 201-207 |      | EFC-L&R-AGS                      |
| 211-216 |      | Mayenne-V and B-Monbana          |
| 221-227 |      | SCO Dijon-Team Matériel-Velo.com |
| 231-237 |      | Rokit-SRCT                       |

## Ordine d'arrivo (Top 10)
| Pos. | Corridore          | Squadra   | Tempo    |
| ---- | ------------------ | --------- | -------- |
| 1    | Andreas Stokbro    | Leopard   | 4h12'18" |
| 2    | Norman Vahtra      | Go Sport  | s.t.     |
| 3    | Morné Van Niekerk  | St Michel | s.t.     |
| 4    | Jelle Harteel      | Lotto DT  | s.t.     |
| 5    | Sakarias K. Løland | Uno-X DT  | s.t.     |
| 6    | Nolann Mahoudo     | CIC U     | s.t.     |
| 7    | Gari Lagnet        | SCO Dijon | s.t.     |
| 8    | Sacha Prestianni   | Circus    | s.t.     |
| 9    | Gwen Leclainche    | P. Wagner | s.t.     |
| 10   | Jonathan Vervenne  | Soudal DT | s.t.     |